# Corynesporopsis biseptata
Corynesporopsis biseptata är en svampart som först beskrevs av M.B. Ellis, och fick sitt nu gällande namn av Morgan-Jones 1988. Corynesporopsis biseptata ingår i släktet Corynesporopsis, divisionen sporsäcksvampar och riket svampar.   Inga underarter finns listade i Catalogue of Life.